# Stazione di Santa Cristina e Bissone
La stazione di Santa Cristina e Bissone è una fermata ferroviaria posta lungo la linea Pavia-Cremona, a servizio dell'omonimo comune.

## Storia
Nonostante la linea fosse stata attivata nel 1866, la fermata venne attivata solo successivamente.

## Strutture ed impianti
Il fabbricato viaggiatori è un edificio a due piani in classico stile ferroviario.

La stazione conta un unico binario servito da marciapiede.

## Movimento
La fermata è servita dai treni regionali in servizio sulla tratta Pavia–Codogno.